# Допризовна підготовка молоді
Допризовна підготовка юнаків або Захист України — навчальний предмет середньої загальноосвітньої школи, мета якого — підготовка учнів та учениць до захисту країни, загальний розвиток майбутніх вояків у напрямі підняття рівня дисциплінованості, патріотизму, відданості Батьківщині, та інших рис, потрібних для виконання військового обов'язку.

## Військова підготовка згідно з навчальною програмою
- Стрілецька підготовка

Набуваються знання про призначення, бойові якості та загальну будову автомата Калашникова і ручних осколкових гранат, правила ведення вогню по цілях нерухомих і цілях, що з'являються. 
- Тактична підготовка

## Домедична допомога
Надання першої домедичної підготовки здебільшого має вирішальний вплив на життя вояків, тому проводиться вивчення її основних положень, а саме:
- Теоретичні відомості про домедичну допомогу
  - Класифікація ран
  - Види опіків
  - Накладання джгутів
  - Непрямий масаж серця
  - Надяганні протигазу
  - Іммобілізації кісток при переломах

## Психологічна підготовка
Ментальна сторона є також дуже важливим аспектом, адже контрольованість армії в великій мірі визначає розвертання воєнних подій.

## Фізична підготовка
Включає силові вправи та тренування з метання муляжу гранати.